# Speechless (chanson de Lady Gaga)
Pour les articles homonymes, voir Speechless.
Pistes de The Fame Monster
Monster Dance in the Dark
Speechless est une chanson écrite par l’artiste américaine Lady Gaga, issue de son second album The Fame Monster. La piste a été écrite par Gaga pour convaincre son père, Joseph Germanotta, d'accepter de subir une chirurgie cardiaque à cœur ouvert afin de guérir son dysfonctionnement de la valve aortique. Simultanément, Gaga souhaite inciter ses plus jeunes fans à apprécier leurs parents. La ballade, de style blues rock, glam rock ainsi que country, rappelle la musique de Queen, David Bowie et Pink. L'instrumentation studio du titre est enregistrée en direct et se compose de piano, de guitare et de batterie.
Le morceau est inspiré par la musique rock des années 1970 et reçoit des critiques partagées, certaines saluant l'influence de Queen qui « à aucun moment ne paraît forcée » tandis que d’autres trouvent qu’elle « est très trompeuse »,. Le titre fait sa première apparition dans le Billboard Hot 100 à la 94e position dans la semaine du 12 décembre 2009. Il se classe aussi dans d'autres pays tels que le Royaume-Uni et le Canada. Gaga interprète le morceau en direct à de nombreuses reprises, notamment lors des 52e Grammy Awards, des American Music Awards 2009, du Royal Variety Show 2009 ainsi que lors de sa seconde tournée mondiale, The Monster Ball Tour.

## Développement
En novembre 2009, Gaga explique dans une interview que son père, Joseph Germanotta, souffre de problèmes cardio-vasculaires depuis plus de 15 ans. Elle déclare qu'« il a ou il avait une mauvaise valve aortique, et son corps, pendant un très long moment, ne pompait que le tiers du sang supposé circuler à chaque battement de cœur ». Elle précise en ajoutant :

« Un soir, ma mère m’a appelée alors que j’étais vraiment déprimée. Je me trouvais dans une tournée que je ne pouvais quitter ; je me suis donc rendue dans un studio et j’ai écrit Speechless, une pièce à propos des appels que me faisaient mon père. Il avait l'habitude de me téléphoner après avoir bu quelques verres et, dans ces situations, je ne savais plus quoi dire. J’étais muette, ayant peur de le perdre sans ne pouvoir être à ses côtés. »

La piste est écrite pour supplier son père de subir une chirurgie à cœur ouvert dans le but d'améliorer son état. Un certain temps après avoir composé le titre, en octobre 2009, Gaga confirme que Joseph a accepté d’être traité par chirurgie. Elle annonce cette information par l'intermédiaire de son compte officiel Twitter, en écrivant : « mon père a subi une opération à cœur ouvert aujourd’hui. Après de longues heures, et beaucoup de stress, ils ont réparé son cœur brisé, ainsi que le mien ». Plus tard, elle affirme qu’elle souhaite que le morceau incite ses plus jeunes fans à apprécier leurs parents, en déclarant : « j’ai beaucoup de jeunes fans, qui sont vraiment charmants, mais quelques fois dans le doute ; je veux leur rappeler qu’ils ont seulement deux parents ».

## Composition
Musicalement, Speechless est une ballade influencée par le rock des années 1970, le blues rock, le glam rock et la musique country,,,. Sa mélodie est comparée à celles des chansons de David Bowie lors de l’ère Ziggy Stardust ainsi qu'à celles de Queen et de Pink,,. La piste contient des harmonies vocales et des riffs de guitares qui, selon PopMatters, marquent certaines similarités avec la musicalité des disques de Freddie Mercury et Queen. Tous les instruments utilisés dans la version studio du titre, c’est-à-dire la batterie, la guitare, la basse et le piano, qui est joué par Gaga, sont enregistrés en direct. La chanteuse, qui produit le morceau, fait appel à Ron Fair pour le poste d'ingénieur de son. Au niveau technique, Speechless est écrite dans une mesure commune 4/4, avec un tempo de 76 battements par minute. Elle est composée dans la tonalité de Do majeur, tandis que la voix de Gaga oscille entre les notes Do5 et Sol3. La chanson suit la progression d'accords de Do-Sol/Si-La mineur-Sol-Fa lors des couplets.

## Accueil critique
Speechless reçoit des avis partagés de la part des critiques musicaux. Kitty Empire du The Observer livre une note négative à la piste, affirmant que la ballade est le « point faible de Gaga ». De son côté, Evan Sawdey de PopMatters souligne des similarités entre la chanson et la musique de Queen, ajoutant que « bien que le résultat final de la chanson n’ait pas le même punch que ce que Queen a réalisé, Speechless est particulièrement honnête et ne semble pas commerciale. Gaga réussit donc à égaler de hautes pointures de la musique ». Déçu par le résultat final du morceau, Sal Cinquemani de Slant Magazine atteste que le titre est le seul « raté » de The Fame Monster, « non pas parce que c’est une mauvaise chanson qui n’est pas assez dance, mais car, tout comme dans The Fame, lorsque Gaga essaie de montrer une autre facette de sa personnalité, on a l’impression que c’est faux — ou du moins en comparaison avec les autres chansons la côtoyant ». Stephen Thomas Erlewine de AllMusic trouve que la piste possède une « touche coquette Eurotrash » et compare les notes de guitare qui y sont jouées au travail de Noel Gallagher, le guitariste du groupe Oasis.

## Performance dans les hits-parades
Bien que n’étant pas commercialisé en single, Speechless débute dans le Billboard Hot 100, le classement des États-Unis, à la 94e place dans la semaine du 12 décembre 2009. À la suite des Grammy Awards 2010, où Gaga chante un medley de la chanson et de Your Song, la piste atteint la première position du Hot Singles Sales, avec 7 000 copies vendues selon le système Nielsen Soundscan. Elle devient ainsi la troisième chanson de Gaga à trôner sur ce hit-parade. La semaine suivante, elle s'écoule à 13 000 copies numériques, et, malgré cela, ne réussit pas à entrer dans le Hot Digital Songs. Depuis sa sortie, la ballade s’est vendue à plus de 197 000 exemplaires numériques aux États-Unis, selon Nielsen Soudscan. Au Canada, Speechless débute au 67e rang du Canadian Hot 100, également dans la semaine du 13 décembre 2009. En Europe, plus précisément au Royaume-Uni, le titre fait sa première apparition dans le UK Singles Chart à la 106e place grâce aux nombreux téléchargements numériques de l’album The Fame Monster. Quittant ensuite le classement pour quelques semaines, la chanson refait surface à la 88e position dans la semaine du 27 décembre 2009 puis se retire encore une fois du hit-parade.

## Interprétations en direct

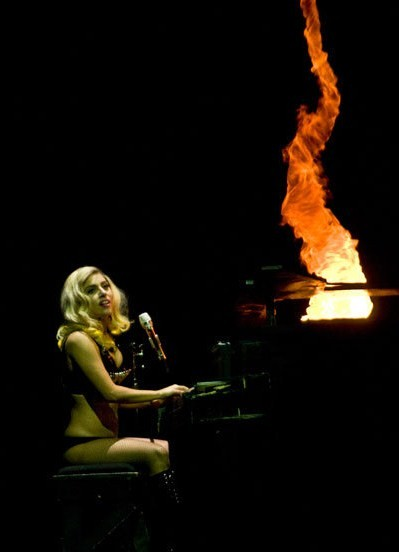
Gaga jouant du piano et interprétant Speechless au Canada, en août 2010, lors du Monster Ball.

Speechless est interprétée pour la première fois lors de la célébration du 30e anniversaire du Musée d'art contemporain de Los Angeles, le 14 novembre 2009. Gaga joue la chanson avec un piano Steinway & Sons rose décoré de papillons. La performance de la piste est accompagnée par les danseurs de ballet blanc du théâtre Bolchoï, qui dansent en entourant Gaga dans un numéro artistique réalisé par Francesco Vazzoli et les membres de l’Académie Russe du Ballet Bolchoï intitulé The Shortest Musical You Will Never See Again,. Le titre est aussi joué lors des American Music Awards 2009 dans un medley de ce dernier morceau et de Bad Romance, issu de The Fame Monster. Gaga y est habillée d’un justaucorps de couleur chair accessoirisé de passepoil, qui recouvre des lumières clignotantes positionnées sur différents bâtons présents dans le justaucorps représentant les côtes et la colonne vertébrale. La performance débute avec Bad Romance, puis un extrait de Speechless est chanté dans une boîte géante en verre, où se situe un piano, que Gaga a dû briser avec son micro pour y pénétrer. Elle s’assoit alors sur le piano et commence l’interprétation, tandis que son piano prend feu. Tout au long de la performance, elle brise des bouteilles de verre sur son piano. Bad Romance et Speechless ont aussi été interprétés dans The Ellen DeGeneres Show le 25 novembre 2009. Gaga joue également la piste lors du Royal Variety Performance, où la reine Élisabeth II est présente. Gaga y est vêtue d’une robe rouge PVC inspirée par l’ère élisabéthaine, et interprète le titre sur un piano suspendu à trois mètres au-dessus du sol et soutenu par des échasses. Le piano est inspiré par les pattes géantes d’éléphants réalisé dans une peinture de Salvador Dalí dessinée en 1946 nommée La tentation de St. Antoine.
Gaga interprète la chanson durant sa seconde tournée internationale The Monster Ball Tour. Dans la première représentation de celle-ci, à Montréal au Canada, son père se trouvait dans l’assistance pour observer l'interprétation de la piste qui a été jouée après la version cabaret de Poker Face avec le rappeur Kid Cudi. Lors du chant de la piste, elle est vêtue d’une robe noire avec de grandes épaulettes et un masque noir. T’Cha Dunvely de La Gazette note qu’il manque un petit quelque chose à la performance — « Toutes les pièces du casse-tête sont là, mais elles ne sont pas assemblées » — ajoutant que le spectacle n’est pas réellement entraînant jusqu’à ce que la « réelle version » de Poker Face et Bad Romance soient chantées. Dunvely conclue en affirmant que « Mieux vaut tard que jamais ». Plus positivement, Jane Stevenson du Toronto Sun décrit la prestation comme étant le moment le plus émouvant du spectacle. Le 8 décembre 2009, Gaga chante le titre en direct au spectacle d’ouverture de Vevo à New York. Le seul élément présent sur scène se révèle être Gaga et son piano. De plus, Gaga a ouvert la 52e cérémonie des Grammy Awards avec une performance de Poker Face immédiatement suivie par un medley de Speechless et de Your Song joué avec Elton John. Le 20 avril 2010, Gaga interprète la piste à Tokyo dans le cadre d’un spectacle organisé par la MAC AIDS Fund Pan-Asia Viva Glam où elle chante un medley de Alejandro et de Speechless. Elle y est habillée d’une longue robe blanche et est couverte de poudre blanche,,.

## Crédits
| - Lady Gaga - Écriture, Coproduction, Chant, Instrumentation - Ron Fair - Production, Arrangement - Tal Herzberg - Coproduction, Ingénierie audio, Instrumentation | - Jack Joseph Puig - Mixage - Frank Wolff - Ingénierie audio - Abe Laboriel Jr - Instrumentation Source |

## Classement
| Classement (2009) | Meilleure position |
| ----------------- | ------------------ |
| Canada            | 67                 |
| États-Unis        | 94                 |
| Royaume-Uni       | 88                 |